# Karl Lotz (Politiker, 1823)
Karl Lotz (* 11. Dezember 1823 in Homburg; † 16. Februar 1875 ebenda; geboren als Carl Christian Lotz) war ein deutscher Apotheker, Bürgermeister,  Mitglied der Kammer der Abgeordneten und Spiritist.

## Leben
Carl Christian Lotz wurde 1823 in Homburg als Sohn des Apothekers Jakob Georg Lotz und dessen Frau Franziska Friederike Juliane Henriette Schimper geboren. Er übernahm nach dem Tod seines Vaters 1850 die väterliche Apotheke. Beide gehörten der liberalen Strömung in Bayern an und engagierten sich in der Lokalpolitik. 1863 wurde er Adjunkt der Stadt Homburg. Im Jahr 1867 gab er die familiäre Apotheke in die fremde Hände ab, um sich ganz der Politik widmen zu können. Von 1868 bis zu seinem Tod am 16. Februar 1875 war er Bürgermeister von Homburg, ein Amt, das sein Vater von 1825 bis 1848 innehatte.
In seine Amtszeit fiel der industrielle Wandel in Homburg. Die Stadt entwickelte sich von einem Bezirksamtsstädtchen zu einer Industriestadt. Zudem war Homburg im Deutsch-Französischen Krieg für kurze Zeit Sitz des preußischen Hauptquartiers. Lotz spendete einen Teil seines Besitzes für den Umbau der Protestantischen Stadtkirche Homburg. Er konnte wegen Krankheit nicht an der Eröffnung teilnehmen. Eine Gedenktafel gegenüber dem Seitenportal erinnert an Karl Lotz’ Engagement für die Stadtkirche.
Ab 1869 war Lotz Abgeordneter in der Kammer der Abgeordneten und in der Kammer der Reichsräte von Bayern. 
Neben seiner politischen Karriere widmete sich Lotz auch dem Spiritismus. Im Verlag der Tascherschen Buchhandlung (Kaiserslautern) veröffentlichte er 1855 die Schrift Das sogenannte Tischrücken oder Der Verkehr mit Verstorbenen. In dem 76 Seiten umfassenden Buch gibt Lotz fünf spiritistische Sitzungen ergänzt um angebliche Zeichnungen der herbeigerufenen Geister wieder.

## Privatleben
Karl Lotz heiratete 1854 Natalie Lotz, die er als Apothekenlehrling in Landau kennen lernte. Nach seinem Tod ehelichte die Witwe den Bierbrauer Ferdinand Jakobi. Carl Lotz ist auf dem kommunalen Friedhof von Homburg beigesetzt. Das Grabmal fungiert zugleich als Ehrenmal. Eine Gedenktafel für Lotz befindet sich am 1932 errichteten protestantischen Dekanatsgebäude.

## Werke
- Das sogenannte Tischrücken oder Der Verkehr mit Verstorbenen. Kaiserslautern: Verlag der Tascherschen Buchhandlung 1855.